# David Hawthorne
David Hawthorne (Corsicana, 14 maggio 1985) è un giocatore di football americano statunitense che ha militato nel ruolo di linebacker nella National Football League (NFL).

## Carriera

### Seattle Seahawks
Dopo non essere stato scelto nel Draft NFL 2008, Hawthorne firmò con i Seattle Seahawks. Disputò la sua prima gara come titolare nella settimana 3 della stagione 2009, al posto dell'infortunato Lofa Tatupu, facendo registrare 16 tackle e un intercetto. Tatupu fece per un breve periodo ritorno dall'infortunio ma fu costretto a fermarsi nuovamente per il resto della stagione. Hawthorne partì così come titolare a partire dalla settimana 8 per il resto della stagione, terminando con 117 tackle, 4 sack, 2 fumble forzati e 3 intercetti.
Il 1º dicembre 2011 Hawthorne ritornò in touchdown un intercetto per 77 yard contro i Philadelphia Eagles nel quarto periodo. Quella fu la sua ultima stagione a Seattle, di cui detiene ancora il record di franchigia per placcaggi solitari in una partita, 15, condiviso con Jordyn Brooks.

### New Orleans Saints
Hawthorne firmò un contratto quinquennale da 19 milioni di dollari con i New Orleans Saints il 3 aprile 2012. Fu svincolato l'8 febbraio 2016.

### Buffalo Bills
Il 7 agosto 2016 Hawthorne firmò con i Buffalo Bills. Il 30 agosto 2016 fu svincolato, optando per il ritiro.